# Сикало, Иван Михайлович
Иван Михайлович Сика́ло (укр. Іван Михайлович Сікало; 6 июня 1909, Сосница Сосницкого уезда Черниговской губернии) — 1975) — украинский советский актер и театральный режиссёр. Народный артист Украинской ССР (1960).

## Биография
В 1935—1941 г. — актёр Сталинского государственного украинского музыкально-драматического театра (ныне Донецкий академический украинский музыкально-драматический театр). Во время оккупации Донбасса немецкими захватчиками продолжал работу в театре.
В 1945—1948 г. выступал на сцене Измаильского музыкально-драматического театра.
С 1948 г. после объединения Измаильского и Винницкого театров, работал актёром и режиссёром музыкально-драматического театра имени Н. Садовского в Виннице.

## Творчество
Создал более 100 ролей. Сценические образы созданные И. Сикало насыщены сочным украинским юмором. Играя роли современников, актер подчеркивал богатство мысли, энергию, смелость и принципиальность советских людей.

### Роли в театре
- «Хозяин» Карпенко-Карого — Пузырь,
- «Савва Чалый» Карпенко-Карого — Потоцкий ,
- «Разлом» Б. Лавренёва — Швач,
- «Эмилия Галотти» Лессинга — Маринелли,
- Наталка-Полтавка И. Котляревского — Возный
- «Егор Булычов и другие» М. Горького — Павлин
- «Маринэ» Н. Бараташвили

и др.
Играл во всех пьесах М. Зарудного: Самопал, Щупак («Веселка», «Мертвый бог», «Марина»).
С 1950 года занимался режиссурой.
Сын — Юрий Сикало, главный режиссёр Киевского государственного академического театра кукол, народный артист Украины, заслуженный деятель искусств Польши.